# Richard Schatzki
Richard Schatzki (* 22. Februar 1901 in Klafeld; † 19. Januar 1992 in Cambridge (Massachusetts)) war ein deutsch-amerikanischer Röntgenologe.

## Leben und Wirken
Schatzki stammte aus einer jüdischen Familie. Er war einer von fünf Söhnen des Diplom-Ingenieurs Ferdinand Schatzki (1857–1910), der als Oberingenieur bei der Siegener Verzinkerei in Klafeld-Geisweid tätig war, und seiner Frau Beate Schatzki, geborene Stern, aus Schmallenberg. Seine Brüder waren der Textilfabrikant Herbert Schatzki, der Flugzeugkonstrukteur Erich Schatzki, der Buchhändler und Antiquar Walter Schatzki und der Arzt Paul Schatzki. Alle Brüder überlebten durch Emigration den Holocaust.
Nach dem Besuch des Realgymnasiums in Siegen studierte Schatzki Medizin an der Universität Berlin und wurde hier 1926 zum Dr. med. promoviert. Von 1926 bis 1929 erhielt er eine radiologische Fachausbildung am Universitätskrankenhaus Frankfurt am Main bei Hans Heinrich Berg. 1929 kam er als Assistent an die  Radiologie am Universitätsklinikum Leipzig. Hier veröffentlichte er seine ersten Arbeiten zur radiologischen Gastroenterologie.
Nach erfolgreichem Abschluss seiner Habilitation wurde ihm im März 1933 die venia legendi aus rassischen Gründen nicht erteilt. Schatzki verließ Deutschland und emigrierte in die USA. Er ging zunächst als Assistenzarzt an das Boston General Hospital in Boston. Von 1943 bis 1946 diente er in der US-Armee, zuletzt als Oberstleutnant. Ab 1946 leitete er die Radiologie-Abteilung am Mount Auburn Hospital in Cambridge, Massachusetts, die er im Laufe der Jahre zu einem gesuchten Praktikumsplatz für Absolventen der medizinischen Fakultät der Harvard University ausbaute. Er selbst lehrte in Harvard Radiologie als Associate Clinical Professor.
Schatzki war Präsident der New England Roentgen Ray Society und Vizepräsident der American Roentgen Ray Society. Die Society of Gastrointestinal Radiologists zeichnete ihn 1973 mit ihrer Walter B. Cannon Medal aus.

## Schatzki-Ring

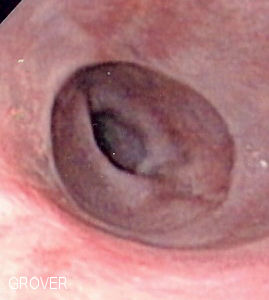
Endoskopische Aufnahme eines Schatzki-Rings

Zwischen 1953 und 1963 veröffentlichte Schatzki eine Reihe von Untersuchungen zu einem Ring in der Speiseröhre, der dann nach ihm benannt wurde.

## Veröffentlichungen
- Beitrag zur Frage der Dermatomyositis (Polymyositis acuta). Frankfurt a. M.-Niederrad (1926), zugl. Berlin, Med. Diss., 1926
- Reliefstudien an der normalen und krankhaft veränderten Speiseröhre.  Stockholm [, Tryckerigatan 2] : Acta radiologica, 1933